# Andrés Mazali
Andrés Mazali (Montevideo, 22 luglio 1902 – Montevideo, 30 ottobre 1975) è stato un calciatore uruguaiano, di ruolo portiere.
Sportivo completo, oltre a calcio giocò anche a basket nell'Olimpia per sei anni, vincendo il titolo nel 1923 nella finale contro lo Sporting. Inoltre divenne campione sudamericano di atletica leggera vincendo la finale dei 400 hs nell'edizione del 1920, in Cile.

## Carriera

### Club
Soprannominato "El Buzo", fu uno dei migliori portieri della sua epoca e dell'Uruguay. Storico estremo difensore del Nacional, club nel quale rimase per tutta la sua carriera, conquistò cinque titoli nazionali oltre ad alcuni tra i più prestigiosi tornei internazionali dell'epoca. Con il Nacional partecipò anche al famoso tour europeo del 1925.

### Nazionale
Con l'Uruguay Mazali giocò 21 partite subendo 20 reti. Elemento portante della più forte squadra del mondo all'epoca, vinse due ori olimpici e tre campionati sudamericani.
Mazali era il titolare designato anche alla vigilia della prima edizione della Coppa Rimet nel 1930 in Uruguay, ma poco prima dell'inizio del torneo, durante il ritiro della squadra, infranse il veto dell'allenatore Alberto Suppici, che aveva imposto un vero e proprio coprifuoco agli atleti uruguaiani: Mazali fuggì dal ritiro, e a seconda delle versioni andò a trovare la moglie e il figlio piccolo oppure si concesse una scappatella notturna con una misteriosa dama bionda. La scoperta dell'infrazione causò la sua esclusione dalla nazionale e Mazali perse l'opportunità di aggiungere anche il titolo mondiale alla sua già ricca bacheca.

## Palmarès

### Club
- Campionato uruguaiano: 5

Club Nacional de Football: 1919, 1920, 1922, 1923, 1924
- Coppa Albion: 1

Club Nacional de Football: 1919
- Coppa León Peyrou: 3

Club Nacional de Football: 1920, 1921, 1922
- Coppa Competencia: 3

Club Nacional de Football: 1919, 1921, 1923
- Campionato José Serrato: 1

Club Nacional de Football: 1928
- Coppa Aldao: 2

Club Nacional de Football: 1919, 1920

### Nazionale
- Oro olimpico: 2

Paris 1924, Amsterdam 1928
- Campeonato Sudamericano de Football: 3

1923, 1924, 1926